# Fiodor Markow
Fiodor Grigorjewicz Markow (ros. Фёдор Григорьевич Марков; biał. (tar.) Фёдар Рыгоравіч Маркаў, Fiodar Ryharawicz Markau; ur. 11 grudnia?/24 grudnia 1913 w Koczaniszkach w powiecie święciańskim, zm. 27 stycznia 1958 w Mołodecznie) – białoruski komunista, więzień polityczny Miejsca Odosobnienia w Berezie Kartuskiej, dowódca Brygady Partyzanckiej im. Woroszyłowa. Pułkownik bezpieczeństwa. Odpowiedzialny za rozbrojenie 26 sierpnia 1943 oddziału partyzanckiego Armii Krajowej Antoniego Burzyńskiego „Kmicica” i zamordowanie 80 jego żołnierzy. Bohater Związku Radzieckiego i kawaler Orderu Lenina (1944).

## Życiorys

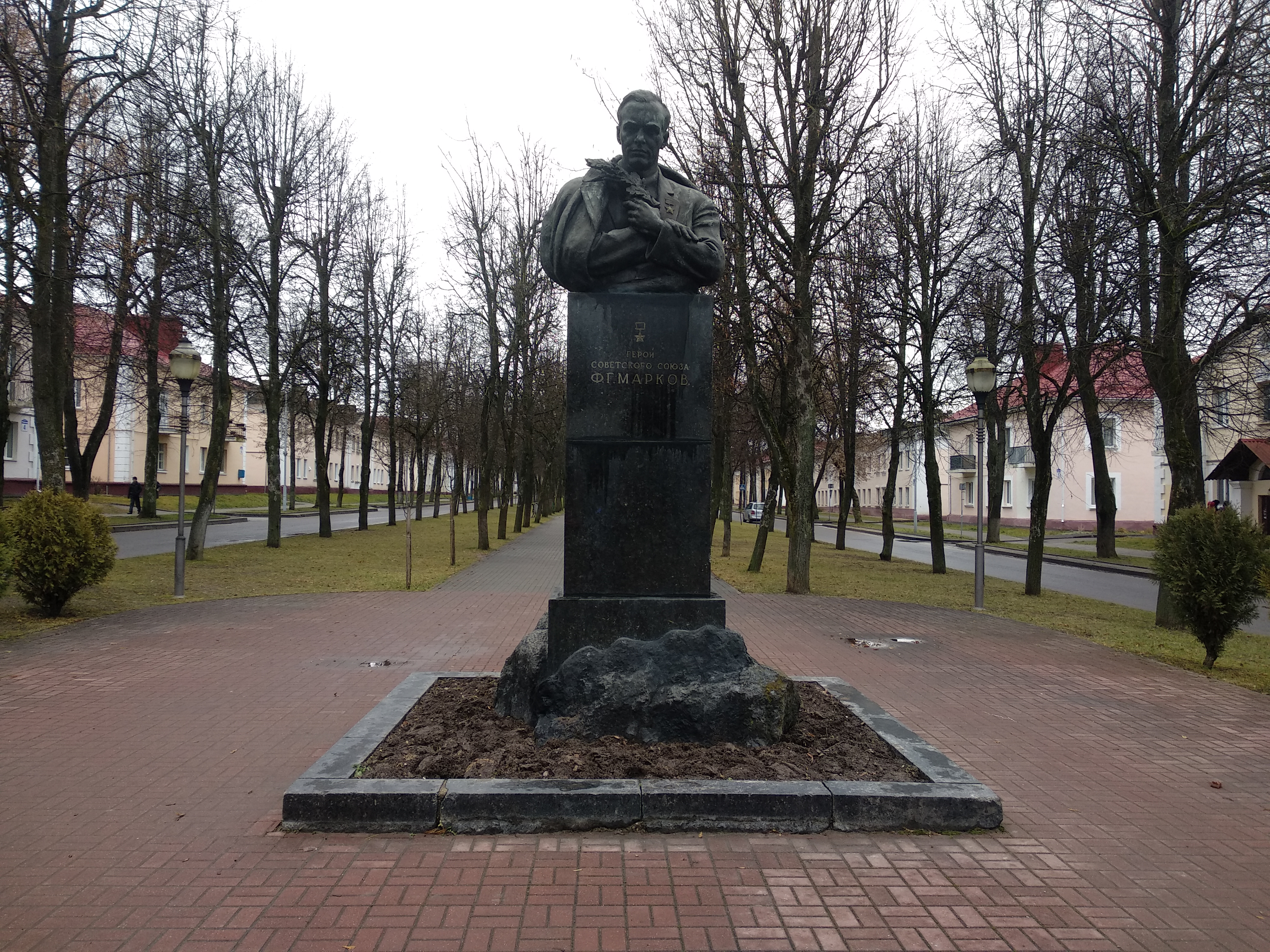
Popiersie pułkownika Fiodora Markowa w Mołodecznie

Ukończył seminarium nauczycielskie w Święcianach, w 1934 wstąpił do Komunistycznej Partii Zachodniej Białorusi. Za działalność komunistyczną został 1936 aresztowany i osadzony w obozie w Berezie Kartuskiej, później przeniesiony do więzienia na Łukiszkach w Wilnie, skąd po agresji ZSRR na Polskę we wrześniu 1939 uwolniła go Armia Czerwona. Mianowany przez radzieckie władze przewodniczącym rady miejskiej w Święcianach. W 1940 został deputowanym do Rady Najwyższej Białoruskiej SRR i zastępcą przewodniczącego obwodowego komitetu wykonawczego w Wilejce.
Po ataku III Rzeszy na ZSRR politruk kompanii Armii Czerwonej. W październiku 1941 odwołany z frontu, ukończył szkołę dywersyjną NKWD we wsi Biełyje Wody pod Briańskiem i został wysłany do rejonu postawskiego z zadaniem organizowania działań dywersyjnych i rozwijania masowego ruchu partyzanckiego jako dowódca partyzanckiej specgrupy „B-170”. W maju 1942 mianowany dowódcą oddziału partyzanckiego im. Suworowa. W listopadzie 1942 utworzył Brygadę Partyzancką im. Woroszyłowa, która działała na terenie obwodu wilejskiego i powiatu święciańskiego. Jednocześnie od kwietnia 1943 był naczelnikiem Wydziału Wojskowo-Operacyjnego Podziemnego Obwodowego Komitetu Komunistycznej Partii (bolszewików) Białorusi. 20 maja 1942 wraz z grupą partyzantów ostrzelał samochód komisarza obwodu wilejskiego, który jechał wraz z dowódcą żandarmerii w Wilejce i żołnierzami ochrony; po zabiciu Niemców partyzanci obdarli ich z odzieży i kosztowności. 26 sierpnia 1943 kierował podstępnym rozbrojeniem oddziału partyzanckiego AK dowodzonego przez Antoniego Burzyńskiego „Kmicica” nad jeziorem Narocz; Sowieci zamordowali następnie 50 żołnierzy AK, później kolejnych 30, a pozostałych przymusowo wcielili w szeregi Brygady. Markow wykonywał w ten sposób dyrektywę I sekretarza KC KP(b)B Pantelejmona Ponomarienki z 22 czerwca 1943, nakazującą „wszelkimi sposobami” zwalczać grupy nacjonalistyczne. 1 stycznia 1944 otrzymał tytuł Bohatera ZSRR.
W 1944 przeniesiony do rezerwy, później był zastępcą przewodniczącego obwodowycch komitetów wykonawczych w Wilejce i potem Mołodecznie. W 1948 ukończył Wyższą Szkołę Partyjną przy KC WKP(b). Wielokrotnie był deputowanym do Rady Najwyższej Białoruskiej SRR.
W Mołodecznie postawiono jego popiersie. Jego imieniem nazwano ulice w Postawach, Mołodecznie i Łyntupach.

## Odznaczenia
- Złota Gwiazda Bohatera ZSRR (01.01.1944)
- Order Lenina (dwukrotnie)
- Order Czerwonego Sztandaru Pracy